# Ammergauer Alpen
Die Ammergauer Alpen, auch Ammergebirge genannt, sind eine Gebirgsgruppe der Nördlichen Kalkalpen in den bayerischen Regierungsbezirken Oberbayern und Schwaben und im Tiroler Bezirk Reutte (Außerfern). Sie umfassen ein Gebiet von etwa 30 × 30 Kilometer. In ihrer Mitte entspringt der namensgebende Fluss Ammer. Der höchste Gipfel ist mit 2340 Metern der Daniel. Die Landschaft ist ausgesprochen dünn besiedelt, umfasst aber einige weithin bekannte Sehenswürdigkeiten: die Königsschlösser Neuschwanstein und Linderhof, das Kloster Ettal sowie die Wieskirche. In Deutschland liegende Teilbereiche der Naturräume Ammergebirge, Ammer-Loisach-Hügelland und Lech-Vorberge mit einer Fläche von etwa 227,38 km² wurden im August 2017 zum Naturpark Ammergauer Alpen erklärt.

## Geografie und touristische Infrastruktur

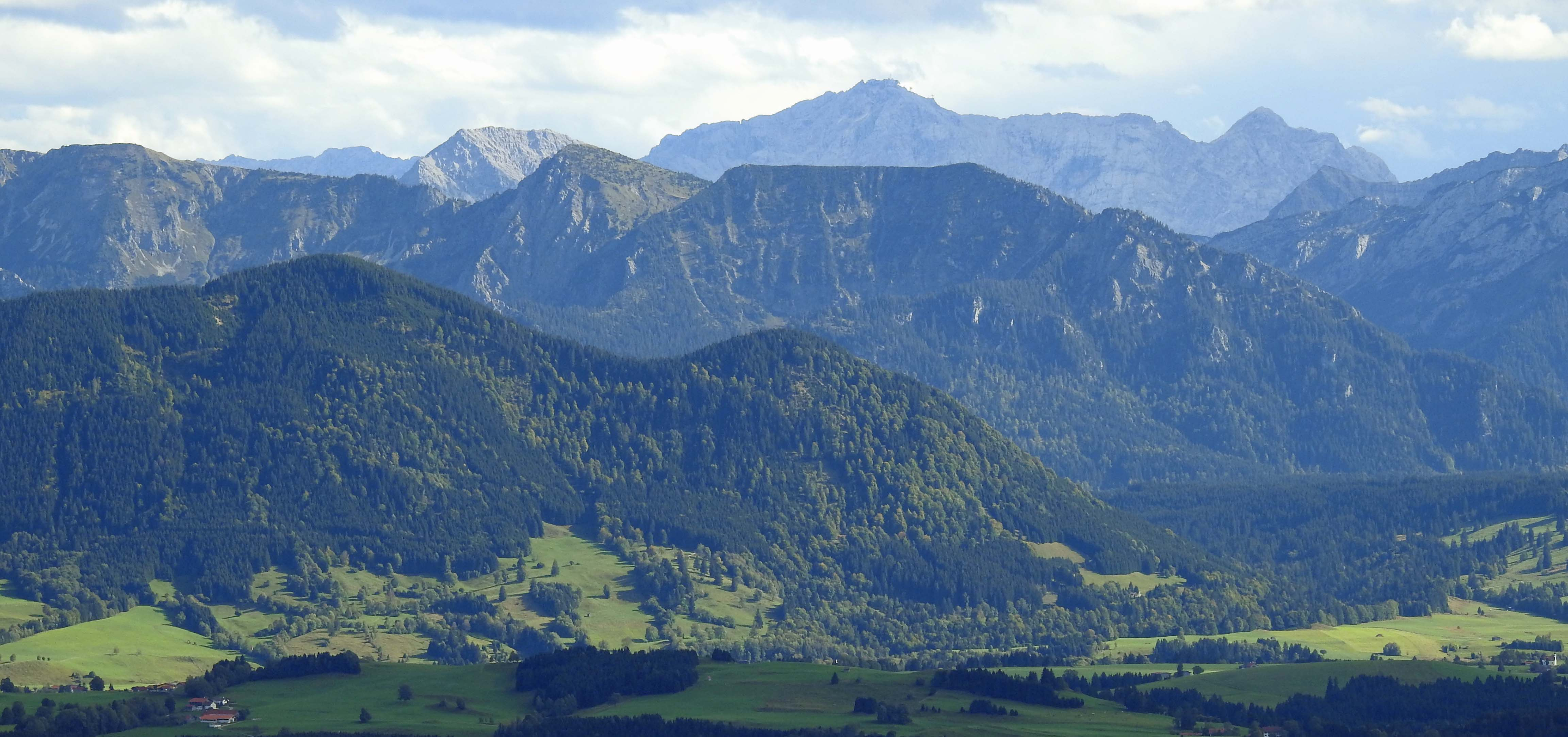
Ammergebirge von Nordwesten mit Firstberg und Wettersteinmassiv im Hintergrund

Anteil an den Ammergauer Alpen haben die Länder Deutschland (etwa ¾ der Fläche) mit dem Freistaat Bayern sowie Österreich mit dem Bundesland Tirol. Die Ortschaften Schwangau, Oberammergau, Garmisch-Partenkirchen, Ehrwald und Reutte umrahmen das Gebirge. Wegen der vergleichsweise geringen Höhe ihrer Gipfel und der Lage am Nordrand der Alpen sind die Ammergauer Alpen mit ihrer Nähe zu den Ballungszentren Süddeutschlands ein ideales Gebiet für durchschnittliche Bergwanderer. Die meisten Gipfel sind als Tagestouren von den Talorten aus erreichbar. Daraus resultiert eine nur kleine Zahl an Alpenvereinshütten. Auch die Erschließung mit Bergbahnen ist gering. Lediglich in den nördlichen Randbereichen existieren zwei Seilbahnen (Tegelberg, Laber Bergbahn) sowie drei Sessellifte (Buchenberg, Vorderes Hörnle, Kolbensattel). Im zentralen und südlichen Bereich fehlen Bergbahnen und Unterkunftshütten vollständig. Lediglich eine Busverbindung befördert Wanderer auf die privat geführte Kenzenhütte. Die Grenze zwischen den bayerischen Regierungsbezirken Oberbayern und Schwaben, die zugleich die Landkreisgrenze zwischen Garmisch-Partenkirchen und Ostallgäu ist, verläuft von Süd nach Nord durch die Ammergauer Alpen.

## Geologie
Geologisch sind die Ammergauer Alpen zum großen Teil aus Hauptdolomit aufgebaut, der markante Gipfel wie die Kreuzspitze bildet. Generell besteht der ganze südliche Abschnitt des Gebirges großflächig aus Dolomit mit kleinen Anteilen an Plattenkalk, weswegen er verhältnismäßig monotone Formen zeigt. Abwechslungsreicher mit einem komplizierten Wechsel in der Schichtfolge der Gesteine ist der nördliche Teil. Hier gibt es neben dem Dolomit kleinere Bereiche, in denen der Wettersteinkalk dominiert. Die Hochplatte sowie der Säuling sind die eindrucksvollsten Berge aus diesem Gestein. Zusätzlich bereichern kleinflächig Tonsteine, Mergel, Sandsteine, Radiolarite, Konglomerate und Kieselkalke das Landschaftsbild. Nahe am Alpenrand tritt jedoch der Flysch flächendeckend in Erscheinung (Hohe Bleick, Hörnle). Der Flysch bildet wegen seiner Erosionsanfälligkeit runde, häufig bis oben bewaldete Berge mit Mittelgebirgscharakter.
Die große Verbreitung von Dolomit verursacht eine typische Erscheinung der Ammergauer Alpen: Gewaltige Schuttströme aus Dolomitschutt, dem sogenannten Gries, die ganze Täler verschütten (Graswangtal). Die intensivste Schuttanreicherung findet man im Bereich der Kreuzspitze und in den Nordflanken des südlichen Hauptkamms. Das Friedergries und das Lindergries sind bemerkenswerte Schuttflächen im Talbereich. Eine Besonderheit stellt der Kessel dar, ein großer Dolinentrichter im Bereich des Hasentalkopfs, der durch Gesteinslösung eingetieft wurde.

## Naturschutz

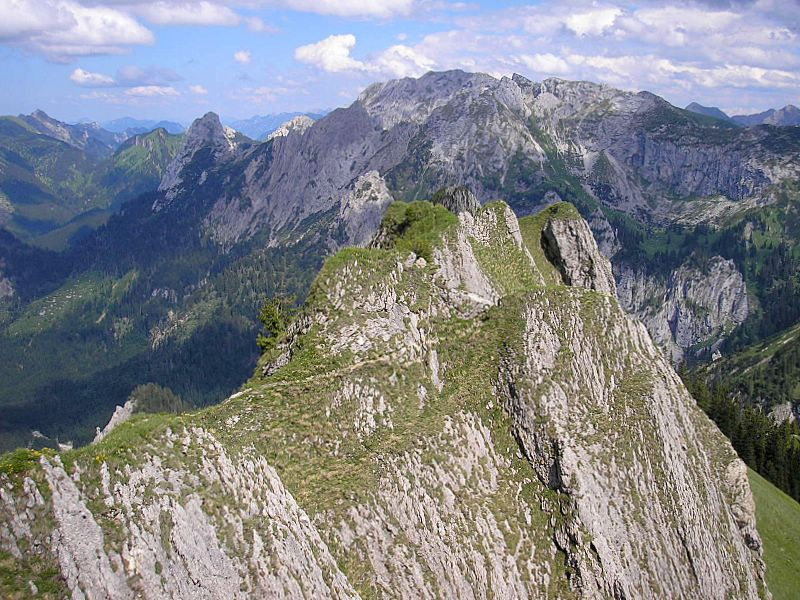
Naturschutzgebiet Ammergebirge: Blick vom Branderschrofen nach Osten zur Hochplatte (links der Geiselstein, in der Bildmitte die Hochplatte)

Das Ammergebirge ist ein relativ naturnahes, wenig erschlossenes Gebirge mit sehr geringer Bevölkerungsdichte geblieben.
Ein Großteil des Gebirges bildet das 288 km² große Naturschutzgebiet Ammergebirge, das größte Naturschutzgebiet Bayerns.
Mit Wirkung vom 1. August 2017 wurde ein etwa 227,38 km² großes Gebiet zum Naturpark Ammergauer Alpen erklärt. Es umfasst die sechs Kommunen Ettal, Oberammergau, Unterammergau, Saulgrub-Altenau, Bad Kohlgrub und Bad Bayersoien.
Seit 2005 wurde die Ausweisung eines Nationalparks im Ammergebirge diskutiert.

## Pflanzenwelt
Aufgrund der ständigen Bewegung der Griese sind sie auch ökologisch von hohem Wert, denn diese Dynamik ermöglicht die Existenz von seltenen Pflanzen. Im Friedergries wächst z. B. die seltene Baumart Spirke, die ausschließlich bei häufiger Schuttbewegung konkurrenzfähig ist. Außerdem kommen zahlreiche weitere seltene Pflanzen vor. Die vor allem südalpischen Pflanzenarten Soldanella minima ssp. minima (Eisglöckchen) und die Monte-Baldo-Segge besitzen in den Ammergauer Bergen ihre einzigen Vorkommen in den Nordalpen. Von internationaler Bedeutung sind die vielfältigen Hoch- und Niedermoore. Sehr wertvoll sind auch bestimmte Waldgesellschaften, wie einzigartige Block- und Schluchtwälder oder Buntreitgras-Kiefernwälder. Extensive Wiesennutzungen wie Magerrasen, Feuchtgrünland und Borstgrasrasen bereichern zusätzlich die Flora.

## Seen

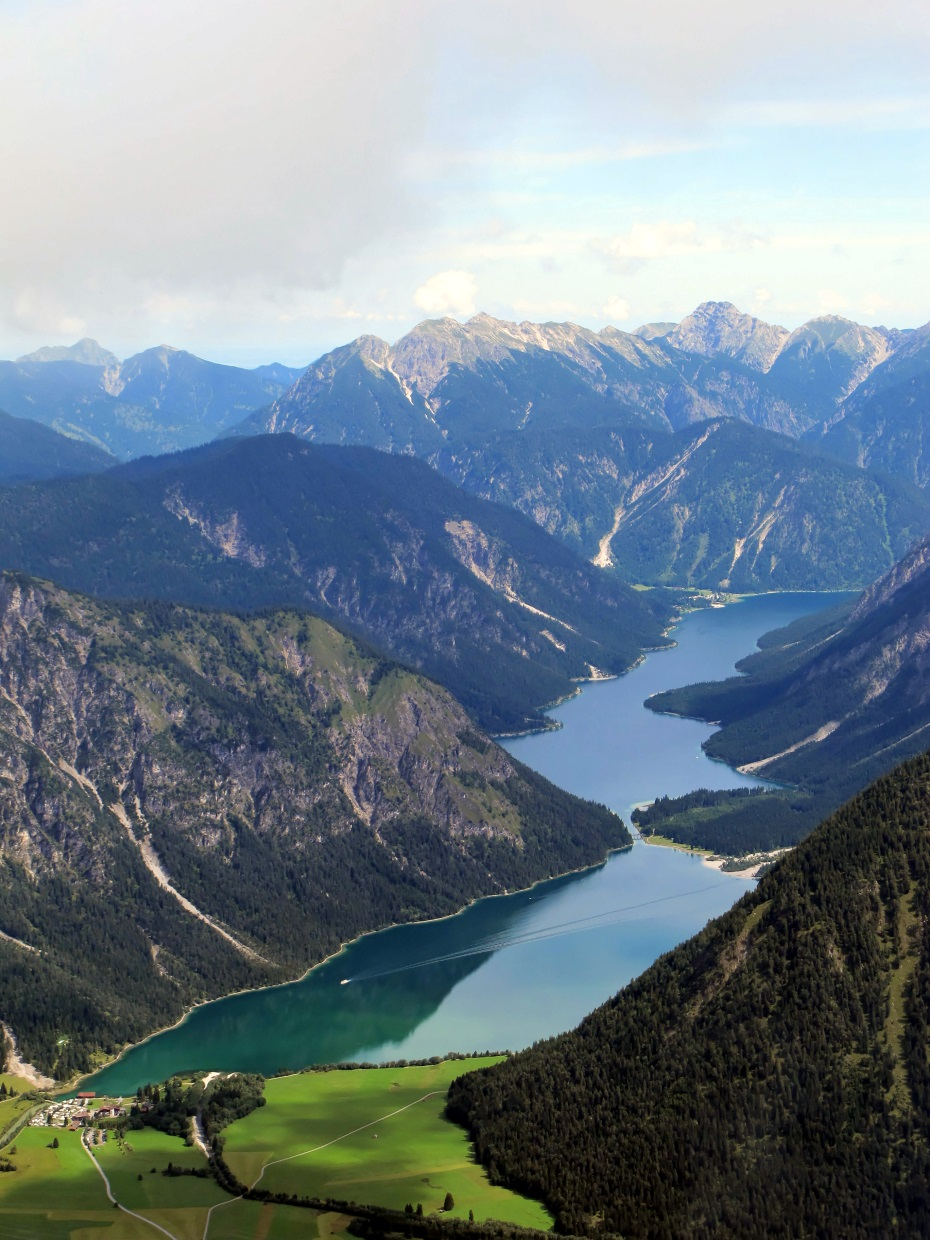
Heiterwanger See (vorne) und Plansee Richtung Norden

Mit dem Plansee und dem Heiterwanger See weisen die Ammergauer Alpen zwei der schönsten Seen von Tirol auf. Die Seen befinden sich in Tallage (eine Seltenheit in den Nördlichen Kalkalpen) und sind fjordartig in die bewaldeten Berghänge eingeschnitten. Ihre Ufer sind nahezu unbebaut. Weitere Seen gibt es am Nordwestrand des Gebirges, den Alpsee, Schwansee und Bannwaldsee sowie in Bad Bayersoien den Soier See.

## Moore
In den Ammergauer Alpen wird an etwa zwei Dutzend Moorlöchern in Bad Kohlgrub und Bad Bayersoien alpines Bergkiefern-Hochmoor abgebaut und an Kurbetriebe, Gesundheitsbetriebe und Hotels der beiden Orte geliefert. Die Moose und Filze im Ammertal und seiner Nachbarschaft sind der letzten Eiszeit zu verdanken, die vor etwa 10.000 Jahren zu Ende ging.

## Wirtschaft und Kultur
Die landschaftsprägendste menschliche Nutzung ist die Forstwirtschaft, die die natürliche Zusammensetzung der Wälder zum Teil stark verändert hat und ein relativ dichtes Netz an Forststraßen aufgebaut hat. In manchen Bereichen (z. B. am Friederspitz) verursacht eine zu intensive Schafbeweidung Probleme wegen der Zerstörung durch Erosion von alpinen Grashängen. Im Gegensatz zu den benachbarten Gebirgsgruppen im Westen und Südwesten weisen die Ammergauer Alpen nur wenige Wiesen und Almen auf. Der größte Teil des Gebirges ist mit Wald bedeckt. Das hat seine Ursache darin, dass weite Teile der Ammergauer Alpen königliches Jagdgebiet waren und dass Dolomit- und Flyschböden für die Alm- und Grünlandwirtschaft ungünstige Bedingungen schaffen (trockene, karge Böden beim Dolomit bzw. zu rutschungsanfällig beim Flysch).
Der wichtigste Wirtschaftszweig der Region ist der Tourismus.
In den Ammergauer Alpen liegen Baukunstwerke von internationalem Rang. Dazu gehören die Schlösser Linderhof und Neuschwanstein sowie das Kloster Ettal.
Bekannt für seine Holzschnitzer und Lüftlmalerei ist Oberammergau, ebenso wie für die alle zehn Jahre stattfindenden Oberammergauer Passionsspiele. Im eigens dafür errichteten Passionstheater Oberammergau finden jedes Jahr auch zahlreiche kulturelle Veranstaltungen statt.

## Gliederung

### Umgrenzung

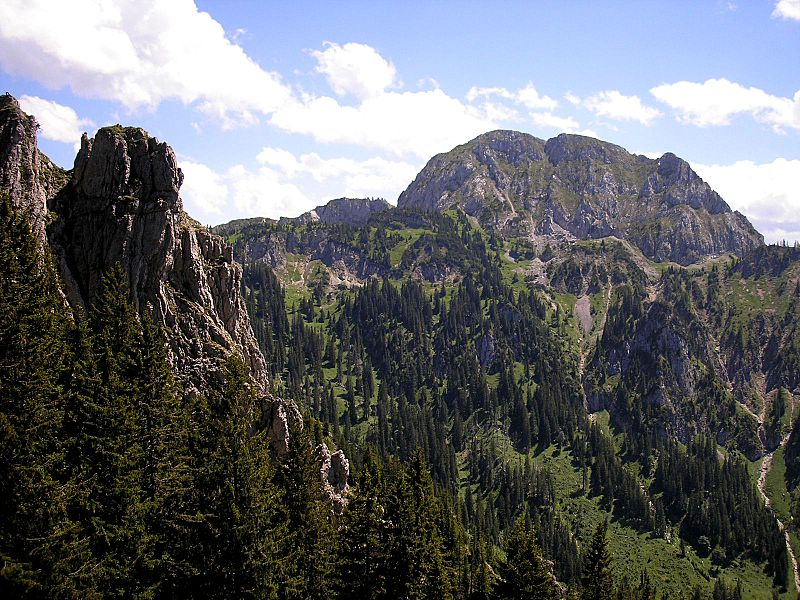
Der Hohe Straußberg vom Tegelberg aus gesehen

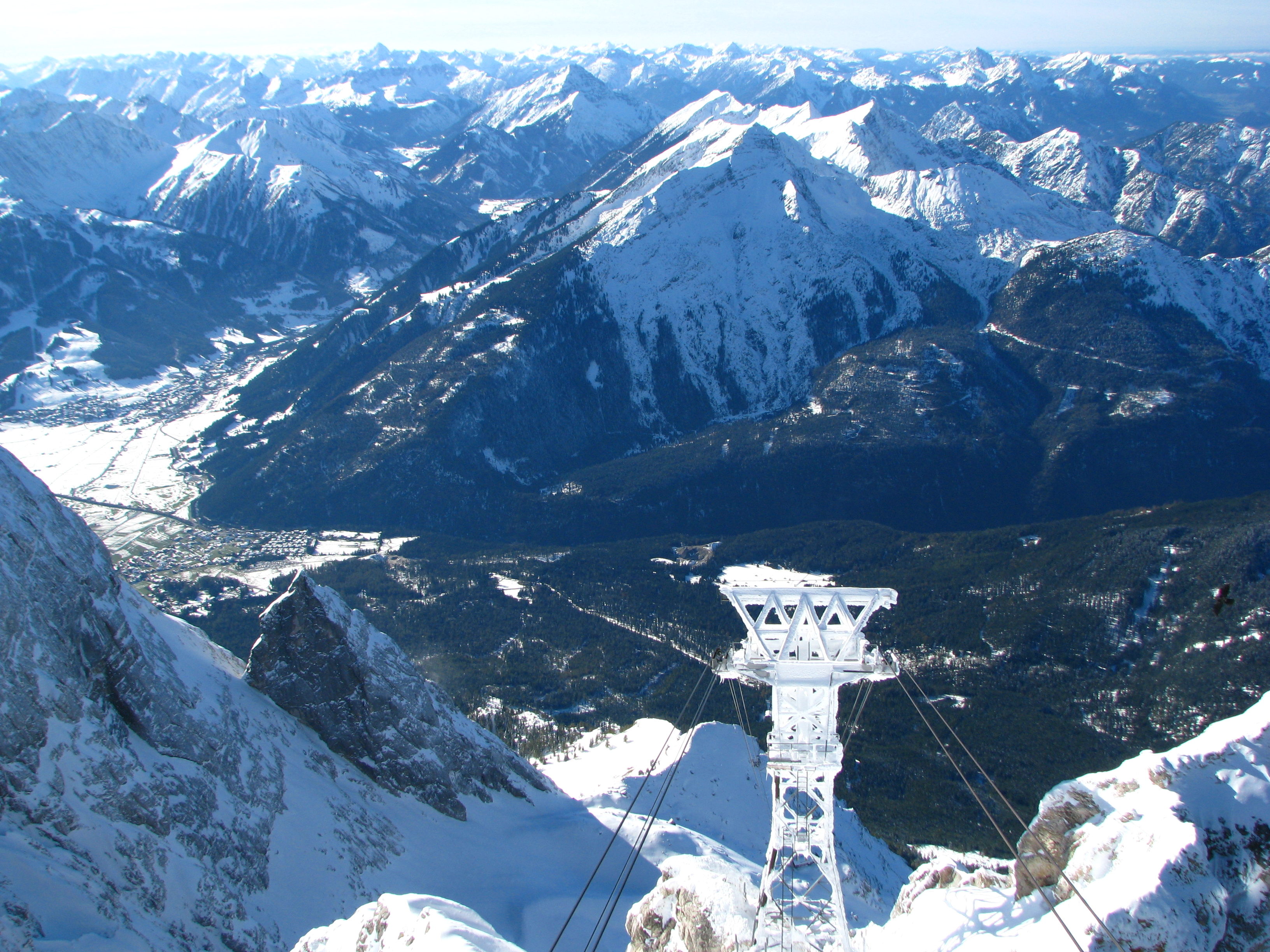
Der Daniel, höchster Gipfel der Ammergauer Alpen (von der Zugspitze gesehen)

Im Norden bildet das Alpenvorland die Grenze vom Lech bis zur Loisach. Der Lech bildet die Grenze im Westen von seinem Austritt in das Alpenvorland flussaufwärts bis Reutte. Die Loisach begrenzt die Ammergauer Alpen im Osten, Südosten und Süden von ihrem Austritt in das Alpenvorland flussaufwärts bis in das Ehrwalder Becken. Im Südwesten stellt das Zwischentoren genannte Tal die Verbindung zwischen dem Ehrwalder Becken und dem Reuttener Talkessel her. Das Zwischentoren bildet auch einen kaum ausgeprägten Talpass aus, der die Ammergauer Alpen mit den Lechtaler Alpen verbindet.

### Untergruppen
Der Alpenvereinsführer Allgäuer Alpen und Ammergauer Alpen teilt die Ammergauer Alpen in die folgenden Untergruppen auf (jeweils mit höchstem Gipfel):
| - Trauchberge (Hohe Bleick, 1638 m) - Klammspitzkamm (Klammspitze, 1924 m) - Laber-Hörnle-Gruppe (Laber, 1686 m) - Hochplatten-Tegelberg-Gruppe (Hochplatte, 2082 m) | - Säulinggruppe (Säuling, 2047 m) - Kreuzspitzgruppe (Kreuzspitze, 2185 m) - Kramergruppe (Kramer, 1985 m) - Südlicher Hauptkamm (Danielkamm) (Daniel, 2340 m) |

Die Kreuzspitzgruppe mit der Kreuzspitze und den Geierköpfen stellt den alpinsten Teil der Ammergauer Alpen dar. Die höchsten Gipfel befinden sich im südlichen Hauptkamm (Danielkamm). Der vielgestaltigste und auch touristisch interessanteste Teil des Gebirges befindet sich in der Hochplatten-Tegelberg-Gruppe.
Nach SOIUSA werden die Ammergauer Alpen in zwei Obergruppen und sechs Gruppen eingeteilt:
- Südöstliche Ammergauer Alpen (A)
  - Danielkamm (A.1)
  - Kreuzspitzgruppe (A.2)
  - Kramergruppe (A.3)
  - Laber-Hörnle Gruppe (A.4)
- Nordwestliche Ammergauer Alpen (B)
  - Säuling-Hochplatte-Klammspitz Kette (B.5)
    - Hochplattengruppe (B.5.a)
    - Säulinggruppe (B.5.b)
    - Klammspitzkamm (B.5.c)

  - Hohe Bleick Gruppe (Trauchberge) (B.6)

### Gipfel

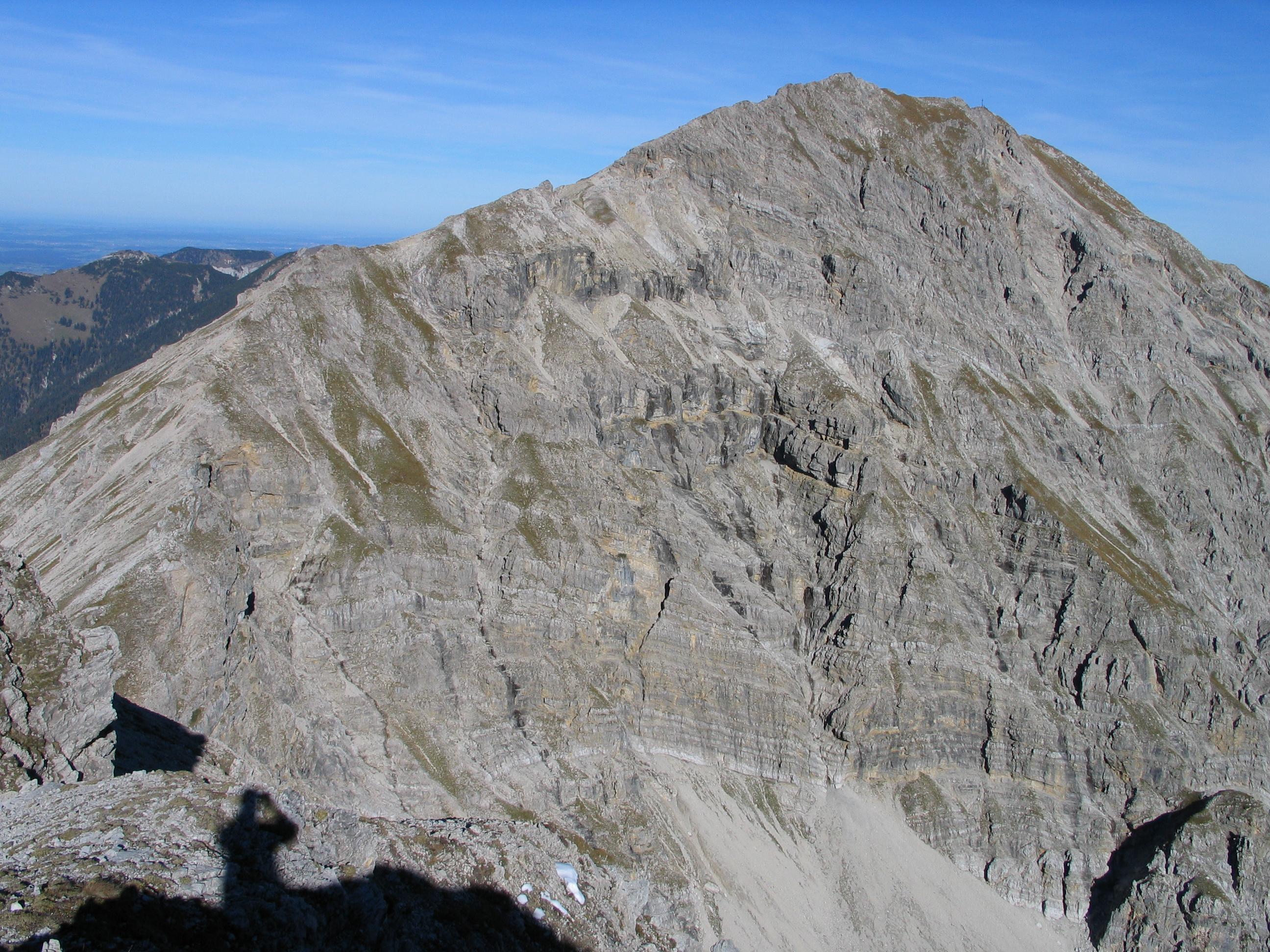
Die Kreuzspitze von Süden

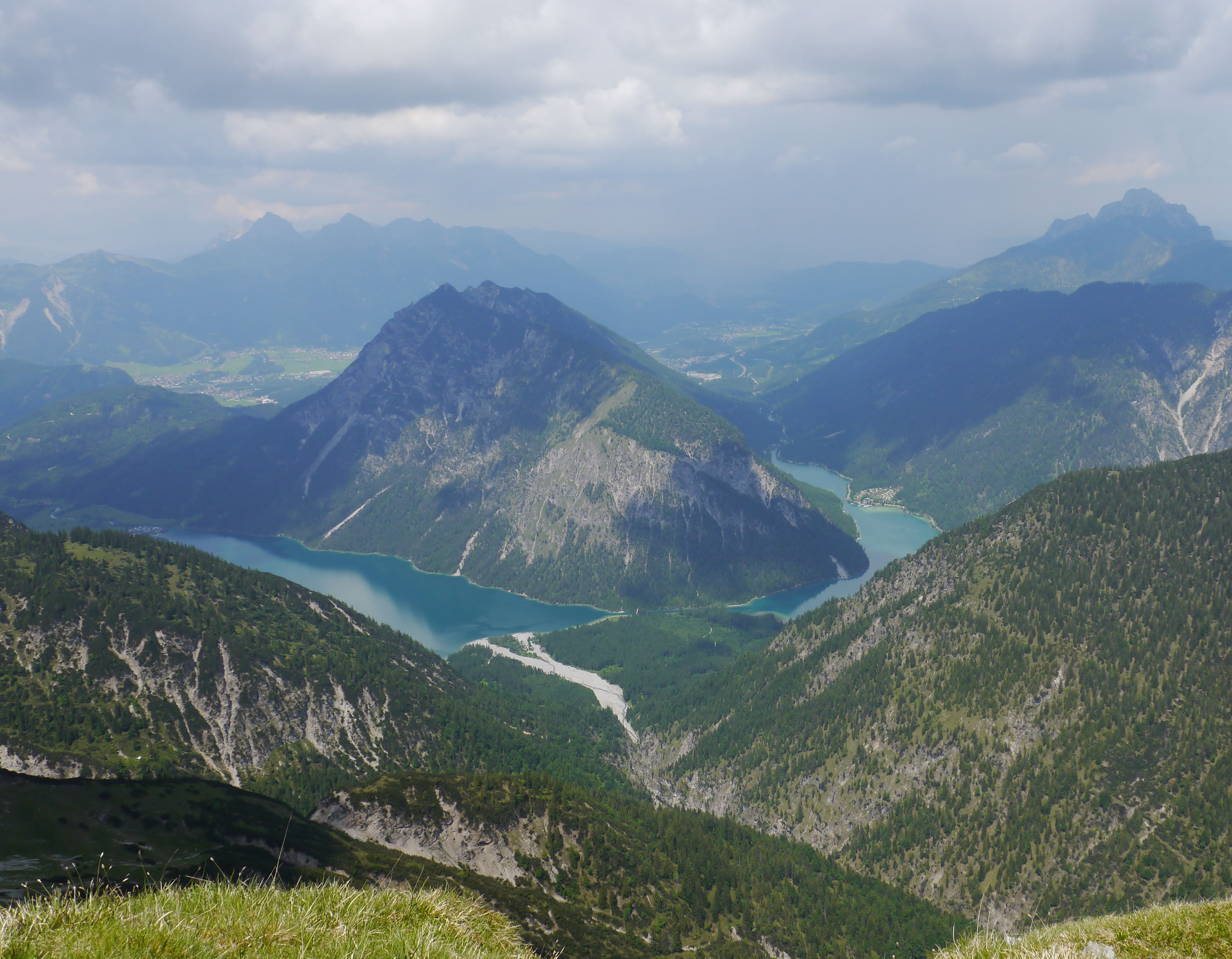
Blick vom Pitzenegg auf Heiterwanger See und Plansee

Die zehn höchsten Gipfel der Ammergauer Alpen:
| 1. | Daniel                   | 2340 m |  | 6.  | Großes Pfuitjöchle  | 2197 m |
| 2. | Upsspitze                | 2332 m |  | 7.  | Kreuzspitze         | 2185 m |
| 3. | Plattberg (Hochschrutte) | 2247 m |  | 8.  | Pitzenegg           | 2179 m |
| 4. | Büchsentaljoch           | 2244 m |  | 9.  | Geierköpfe          | 2164 m |
| 5. | Kohlbergspitze           | 2202 m |  | 10. | Kleines Pfuitjöchle | 2145 m |

Weitere Gipfel:

In den Ammergauer Alpen gibt es knapp 200 benannte und mit Höhenkote versehene Gipfel. Zu den bekannteren gehören (geordnet nach der Höhe):
| - Hochplatte, 2082 m - Schellschlicht, 2053 m - Frieder, 2053 m - Säuling, 2047 m - Krähe, 2012 m - Gabelschrofen, 1989 m - Kramerspitz, 1985 m - Kienjoch, 1953 m - Hoher Straußberg, 1933 m - Klammspitze, 1924 m - Kreuzkopf, 1909 m - Ochsenälpeleskopf, 1905 m - Schwarzenköpfel, 1897 m - Notkarspitze, 1889 m | - Geiselstein, 1885 m - Branderschrofen (Tegelberg), 1881 m - Hoher Ziegspitz, 1864 m - Teufelstättkopf, 1758 m - Altenberg, 1751 m - Schönleitenschrofen, 1702 m - Laber, 1686 m - Hohe Bleick, 1638 m - Ettaler Manndl, 1633 m - Pürschling, 1566 m - Hinteres Hörnle, 1548 m - Großer Aufacker, 1542 m - Kofel, 1342 m |

### Benachbarte Gebirgsgruppen
Die Ammergauer Alpen grenzen an folgende weitere Gebirgsgruppen der Alpen:
- Allgäuer Alpen (im Westen)
- Lechtaler Alpen (im Südwesten)
- Wettersteingebirge und Mieminger Kette (im Süden)
- Estergebirge und Bayerische Voralpen (im Osten)

Im Norden grenzen die Ammergauer Alpen an das Alpenvorland.

## Ortschaften
- Oberammergau
- Ettal / Graswang / Linderhof
- Unterammergau
- Saulgrub / Altenau / Wurmansau
- Bad Kohlgrub
- Bad Bayersoien
- Halblech
- Schwangau

## Tourismus

### Tourismusregion Ammergauer Alpen
Die folgenden Orte haben sich als Tourismusregion Ammergauer Alpen zusammengeschlossen:
- Oberammergau
- Ettal / Graswang / Linderhof
- Unterammergau
- Saulgrub / Altenau / Wurmansau
- Bad Kohlgrub
- Bad Bayersoien

Im Jahr 2018 wurden in der Region mehr als 806.000 Übernachtungen und über 238.000 Ankünfte gezählt.

### Fern- und Weitwanderwege
Die Via Alpina, ein grenzüberschreitender Weitwanderweg mit fünf Teilwegen durch die gesamten Alpen, verläuft auch durch die Ammergauer Alpen. Der violette Weg der Via Alpina führt wie folgt in drei Etappen durch die Ammergauer Alpen:
- Etappe A60 von Garmisch-Partenkirchen nach Linderhof
- Etappe A61 von Linderhof zur Kenzenhütte
- Etappe A62 von der Kenzenhütte nach Füssen

Ein weiterer Fernwanderweg in den Ammergauer Alpen ist der Meditationsweg. Er führt von der Wieskirche in Steingaden durch das Ammertal bis zum Schloss Linderhof im Graswangtal. Der Weg ist 87 Kilometer lang und ist in mehreren Tages-Etappen zu begehen. Auf dem Weg gibt es 15 Stationen zum Meditieren und Kraft schöpfen.
In den Tälern der Ammergauer Alpen zwischen Bad Bayersoien, Bad Kohlgrub, Saulgrub/Altenau, Unterammergau, Oberammergau, Ettal, und Schloss Linderhof gibt es im Winter weitverzweigte und meist sehr schneesichere Loipenverbindungen. Jedes Jahr findet hier am ersten Wochenende im Februar der bekannte König-Ludwig-Lauf zwischen Ettal, Schloss Linderhof und Oberammergau statt.
Weiters steht ein großes Wander- und Radwegenetz zur Verfügung, so z. B.:
- Oberammergau – Unterammergau (Altherrenweg)
- Oberammergau – Ettal (Vogelherdweg)
- Oberammergau – Linderhof (Sonnenweg)

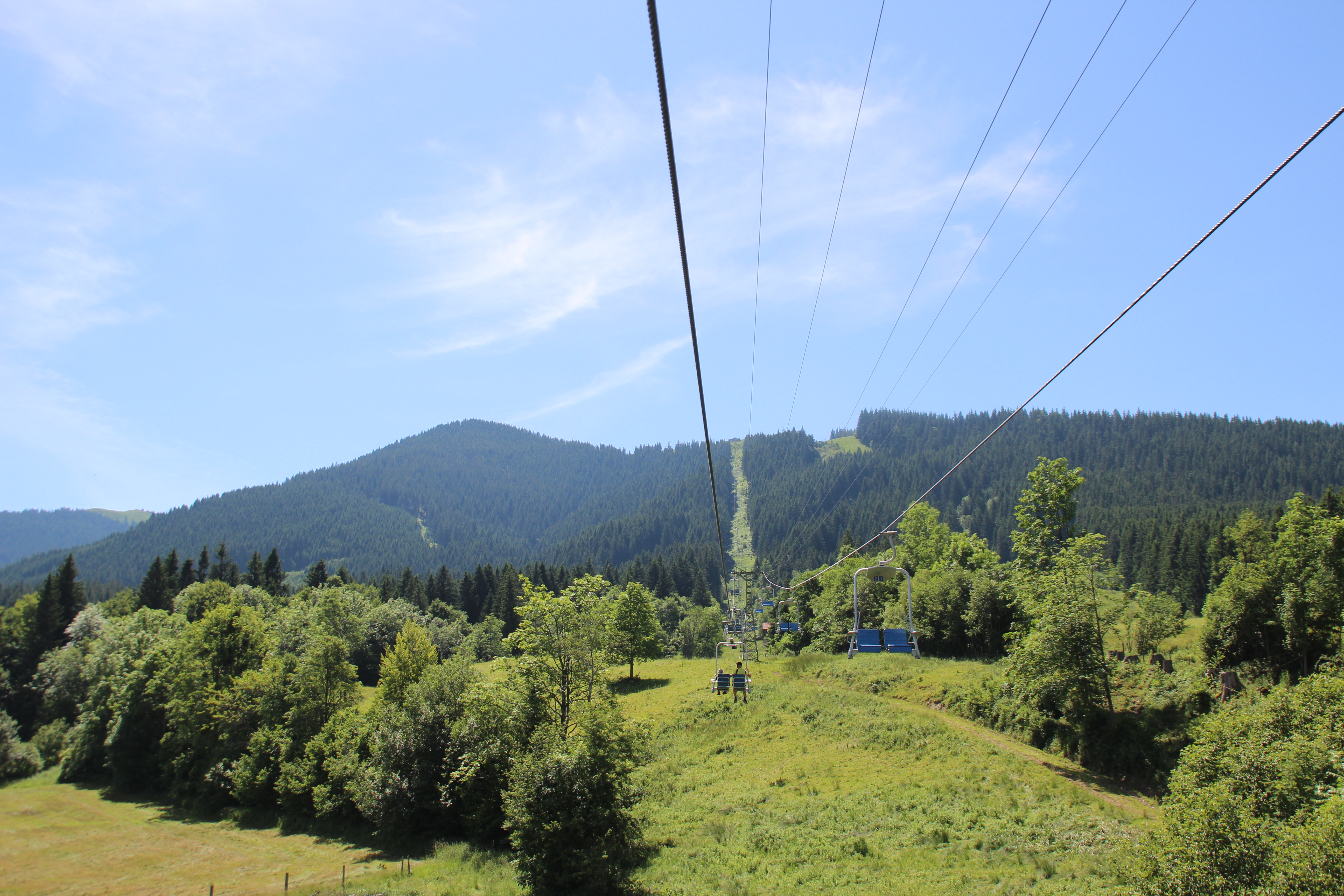
Die Hörnlebahn in Bad Kohlgrub

### Bergbahnen
- Tegelbergbahn Schwangau
- Laber Bergbahn in Oberammergau
- Kolbensesselbahn in Oberammergau: an der Bergstation befindet sich ein Kletterwald und ein Alpine Coaster (2,6 km lange Strecke ins Tal)
- Hörnlebahn in Bad Kohlgrub: Im Winter gibt es dort eine 4,5 km lange Rodelbahn.

Alpinskimöglichkeiten existieren in Oberammergau, Bad Kohlgrub und Unterammergau (Steckenberglifte).

### Berghütten
Im bayerischen Teil der Ammergauer Alpen gibt es drei Hütten des Deutschen Alpenvereins sowie einige privat betriebene Hütten. Im Tiroler Teil des Gebirges befinden sich keine Alpenvereinshütten.
- August-Schuster-Haus auf dem Pürschling: 1564 m, ganzjährig bewirtschaftet, im November geschlossen, 54 Betten, 12 Matratzenlager. Talort: Unterammergau, Gehzeit von Unterammergau 2 Stunden
- Brunnenkopfhäuser: 1602 m, bewirtschaftet von Pfingsten bis Oktober, 35 Matratzenlager. Talort: Oberammergau, Gehzeit von Schloss Linderhof 1,75 Stunden
- Hörnlehütte: 1390 m, bewirtschaftet sommers von Anfang Mai bis Ende Oktober, winters von Anfang Dezember bis Ende März, im April und November geschlossen, 23 Matratzenlager. Talort: Bad Kohlgrub, Gehzeit von Bad Kohlgrub 1,25 Stunden
- Kenzenhütte: 1294 m. Talort: Halblech, mit dem „Kenzenbus“ von dort erreichbar
- Säulinghaus: 1693 m, Naturfreundehütte unterhalb des Säuling-Gipfels, im Sommer bewirtschaftet, 48 Betten und Lager, Gehzeit von Pflach 2 Stunden
- Kolbensattelhütte
- Soila-Alm
- Hörnle-Alm
- Laber Berggasthaus
- Berggaststätte Romanshöhe (Aufacker)
- Berggasthof Kolbenalm

### Sehenswürdigkeiten in der Tourismusregion
- Schloss Neuschwanstein
- Schloss Hohenschwangau
- Schloss Linderhof
- Kloster Ettal
- Lüftlmalerei an den Hausfassaden
- Bayersoiener See
- Passionstheater Oberammergau
- Oberammergau Museum
- Schleifmühlklamm Unterammergau
- Ammerdurchbruch Scheibum
- Hörnle
- Laber-Bergbahn
- Kirche St. Peter und Paul
- Holzschnitzerei
- Kreuzigungsgruppe
- Pilatushaus